# Die Kinder des Dschinn
Die Kinder des Dschinn (Children of the Lamp) ist eine Fantasy-Buchreihe von P. B. Kerr, erschienen in deutscher Übersetzung zwischen 2004 und 2012.
Die Hauptfiguren sind die Zwillinge John und Philippa, welche zusammen mit ihrem Onkel Nimrod zahlreiche Abenteuer zu bestehen haben, um das Wohlergehen der Menschheit zu sichern. Doch die beiden sind keine normalen Kinder, sondern Dschinn aus dem angesehenen Stamm der „Marid“.

## Daten
Das erste Buch erschien auf Deutsch in einer Übersetzung von Johanna Ellsworth im Jahr 2004 im Oetinger Verlag Hamburg, ISBN 3-7891-4020-1. Inzwischen sind alle Bände auch in der Schriftenreihe rororo Rotfuchs bei Reinbek im Rowohlt-Taschenbuch-Verlag erschienen.

## Die Romane
Die Titel:
| Bandnummer | Deutscher Titel                | Erscheinungsjahr in Deutschland | Englischer Titel                  |
| ---------- | ------------------------------ | ------------------------------- | --------------------------------- |
| 1          | Das Akhenaten Abenteuer        | 2004                            | The Akhenaten Adventure           |
| 2          | Gefangen im Palast von Babylon | 2005                            | The blue Djinn of Babylon         |
| 3          | Das Rätsel der neunten Kobra   | 2006                            | The Cobra King of Kathmandu       |
| 4          | Entführt ins Reich der Dongxi  | 2007                            | Day of the Djinn Warriors         |
| 5          | Das dunkle Erbe der Inka       | 2009                            | The Eye of the Forest             |
| 6          | Der Spion im Himalaya          | 2010                            | The Five Fakirs of Faizabad       |
| 7          | Die Kristalle des Khan         | 2012                            | The Grave Robbers of Genghis Khan |

## Inhalt
Die Abenteuer der Dschinnzwillinge beginnen mit einem Zahnarztbesuch. Obwohl die beiden erst zwölf Jahre alt sind, müssen ihre Weisheitszähne gezogen werden. Bei Dschinn ist dies nichts Ungewöhnliches, denn erst durch die Entfernung dieser Zähne entfaltet sich die Dschinnkraft, und damit die Gabe, einem Menschen drei Wünsche zu erfüllen. Doch all das wissen John und Philippa Gaunt nicht, weil ihre Mutter Layla, die auch ein Dschinn ist, und ihr menschlicher Vater Edward bei der Geburt der Kinder beschlossen hatten die beiden wie ganz normale Kinder aufzuziehen. In der Narkose jedoch, während ihre Zähne gezogen werden, haben beide eine Vision von ihrem Onkel Nimrod, den sie seit ihrer Geburt nicht mehr gesehen haben. Dieser erklärt ihnen, dass sich von nun an einiges ändern wird und merkwürdige Dinge geschehen werden. Deshalb bittet er die Kinder ihn in seinem Haus in London zu besuchen, um ihnen dies alles erklären zu können. Zunächst zweifeln John und Philippa an der Echtheit ihres Traums, denn für die Zwillinge ist es nichts Besonderes, den gleichen Traum zu haben. Erst als sie merken, dass wirklich einiges merkwürdig verläuft, dass sie innerhalb weniger Tage um mehrere Zentimeter gewachsen sind und dass ihre Eltern rätselhafte Gespräche führen, entschließen sie sich Nimrods Bitte zu folgen. Schon ein paar Tage später treffen John und Philippa am Londoner Flughafen ein, wo ihr Onkel mit seinem griesgrämigen, aber treuen Butler sie schon erwartet.
Erst von Nimrod erfahren die beiden, dass sie Dschinn sind. Durch ihn und Mr. Rakshasas, einem sehr weisen Dschinn und guten Freund Nimrods, lernen die beiden zusammen mit den Lesern die Welt der Dschinn kennen.

## Die Welt der Dschinn
Laut den Büchern gibt es auf dieser Welt sechs Dschinnstämme. Die guten Stämme sind die Marid, die Jann und die Jinn. Die bösen Stämme setzen sich zusammen aus den Ifrit, den Ghul und den Shaitan. Die guten Stämme sorgten für Glück, während die bösen Stämme für Pech und Unglück sorgten, welches sie unter anderem mit Hilfe von Kasinos verbreiteten. Durch diese Gegensätze entstand ein Gleichgewicht von Gut und Böse, das Homöostasis getauft wurde.
Die Geschichte der Dschinn begann, als Gott Engel und Dschinn erschuf. Gott formte die Engel aus Licht, denn sie sollten die Erde vom Himmel aus bewachen. Die Dschinn entstanden aus dem Feuer und sollten die Menschen glücklich machen. Doch irgendwann wurde allen Lebewesen die große Entscheidung über Gut und Böse aufgezwungen. Die meisten der Engel entschieden sich für das Gute, doch diejenigen, die das Böse wählten und fortan nur noch ‚gefallene Engel‘ oder ‚Dämonen‘ genannt wurden, waren so stark, dass niemand ihren Namen auszusprechen wagte.